# 塔娜·法蘭琪
塔娜·法蘭琪（Tana French，1973年5月10日—），愛爾蘭小說家和戲劇演員。她的處女作是《神秘森林》（2007年），贏得愛倫坡獎，安東尼獎，麥卡維提獎，巴里獎最佳第一部小說獎。
她目前住在都柏林。

## 著作
- 《神秘森林》
- 《神秘化身》
- 《神秘回聲》
- 《神秘海灣》
- 《我知道誰殺了他》
- 《入侵者》

## 外部連結
- 官方网站